# Rachunek oszczędnościowy
Rachunek oszczędnościowy, konto oszczędnościowe – rodzaj rachunku bankowego przeznaczonego dla osób fizycznych. Rachunek oszczędnościowy ułatwia gromadzenie oszczędności – zazwyczaj środki zgromadzone na rachunku są wyżej oprocentowane niż na rachunkach oszczędnościowo-rozliczeniowych. Mimo że rachunek oszczędnościowy jest podobnie jak ROR rachunkiem a vista (wpłaty w dowolnym momencie i wypłata środków na każde żądanie), to w praktyce banki poprzez stosowane systemy opłat i prowizji mogą tę dostępność zmniejszać (np. pierwsza wypłata w miesiącu jest bezpłatna, ale od kolejnych pobierana prowizja, która ma zniechęcać właścicieli do zbyt częstych wypłat i traktowania rachunku jak rachunku rozliczeniowego).
Rachunek oszczędnościowy jest prowadzony przez bank na podstawie umowy o prowadzenie rachunku.
Z rachunku oszczędnościowego można korzystać zarówno w połączeniu z kontem osobistym, jak i oddzielnie, bez rachunku ror. Zazwyczaj klienci mogą liczyć na bardziej atrakcyjne oprocentowanie na rachunku oszczędnościowym, jeżeli decydują się otworzyć takie konto w połączeniu z rachunkiem osobistym.
W Polsce rachunki oszczędnościowe mogą być prowadzone wyłącznie dla osób fizycznych, szkolnych kas oszczędnościowych, kas zapomogowo-pożyczkowych lub rad rodziców.